# シベール (同人誌)
『シベール』は、吾妻ひでおの漫画制作プロダクションである無気力プロダクションのシベール編集部が、コミックマーケット（コミケ）11〜17で販売していた日本初のロリコン漫画同人誌。
1979年4月に創刊され、1981年4月の第7号で終刊した。誌名は吾妻ひでおの命名で、当時たまたまNHKでやってた映画『シベールの日曜日』に由来する。黒一色の表紙で、紙袋やビニール袋に入れられて人目を忍ぶように販売されていたため「謎の黒本」とも称された。なお『シベール』はコミケで行列が出来た最初の同人サークルといわれる。
同誌は男性向けエロ同人誌の草分けかつ立役者的役割の同人サークルで、コミケ黎明期におけるロリコンブームの起点となったことで名が知られる。また、同誌の潮流は『レモンピープル』『漫画ブリッコ』を始めとする美少女コミック誌の成立に多大な影響を与え、その後の美少女アニメや美少女ゲームの発展にもつながった。現在では資料的価値も指摘されているが、同人誌というメディアの性質上、国立国会図書館など公共機関での所蔵は皆無に等しく、全体を目にすることは極めて困難となっている。
主な執筆者はシベール編集部の吾妻ひでお、沖由佳雄、蛭児神建、仁科蒼一、孤ノ間和歩、計奈恵、豊島ゆーさく、三鷹公一、早坂未紀、森野うさぎ、川猫めぐみ、海猫かもめ等で、全員別名義で描いている。主力作家は、漫画やアニメの愛好家が出入りしていた江古田の喫茶店・まんが画廊に置かれていた「らくがき帳」に常連客が残した落書きをみて、吾妻のアシスタントであった沖由佳雄がスカウトした。

## 歴史

### シベール創刊までの経緯
吾妻によると本誌は「コミケからやおいを駆逐する」目的で創刊したとのことで、これは同誌のスローガンにもなった。コミックマーケット準備会の資料などによれば、最初期のコミケットに訪れる参加者の9割以上が女性、花の24年組を筆頭とする少女漫画ファンを中心とした女子中高生や漫画誌『COM』の流れを汲む漫画研究会の大学生などであり、流行していたのも『ポーの一族』の下ネタパロディ『ポルの一族』をはじめとする「やおい」ものや、『宇宙戦艦ヤマト』ないしサンライズ作品などに登場する美形悪役キャラの同性愛を扱ったものばかりであったことから、ロリコン漫画の出現とは「やおい」が席巻するコミケという場へ向けた、男性側からの一種のカウンターカルチャーであったのだという。
蛭児神建は『シベール』に先駆けて日本初のロリコン同人誌『愛栗鼠』を1978年12月17日の「コミックマーケット10」で発表していた。蛭児神は「やおいがあったからこそ『シベール』ができたということもあるわけです」「ロリコン同人誌を作ること自体、勇気が要ることだったんですよ。やおいがなければ、それをやる勇気はなかったかもしれません。やはり、いくら迫害されてもしようがないという意識があったわけです」と後年回想しており、森川嘉一郎はコミケにおける「やおい」の隆盛について、「それに対する対抗意識と同時に、アニメの、もしくはアニメ調の絵柄のエロパロが許容される場をそこに形成し、 ロリコンマンガの発表を促していたのである。その意味では、やおいはロリコン同人誌の母だったとさえいえるかもしれない」と評している。
また当時の一般的な男性向けエロ漫画はリアルタッチの三流劇画がほとんどで、『シベール』をはじめとするロリコン漫画の出現は「手塚治虫や石ノ森章太郎のような丸っこい記号的な絵柄でもセックスが描ける」という「かわいいエロ」ないし「エロかわいい」という現代の日本的美意識の発見と革命をもたらしたとされる。実際、吾妻と沖によれば同誌を創刊した背景には当時の三流劇画ブームに対する強固な反発心が根底にあったという。
蛭児神建は、まんが画廊で沖由佳雄にスカウトされた時のエピソードを次のように記している。

### 『シベール』創刊
『シベール』創刊号は1979年4月8日に開催されたコミックマーケット11で頒布された。何も印刷されていない黒色のラシャ紙の表紙のB5判26ページのコピー誌で、執筆者は吾妻ひでお、沖由佳雄、蛭児神建および蛭児神の紹介で加わった仁科蒼一の4名である。隣り合うスペースでは蛭児神による『愛栗鼠』の臨時増刊号『ロリータ』も頒布された。
吾妻と沖はコミックマーケット11の実質的な主催者であった「迷宮'79」の米沢嘉博（のちにコミックマーケット準備会2代目代表）と事前に打ち合わせを行っており、吾妻は「無理言ってコミケに潜り込ませてもらいました」と後年述懐している。また蛭児神によれば両誌は袋に入れて糊付けし、とじ目に赤くマル秘の印を押して売っていたとのことで「世間の冷たい視線の痛さが何故か快感で、マゾヒスティックな喜びに震えていた。売り手と買い手の共犯意識による友情に私の体は火照っていた」と当時の心境を振り返っている。
実際、当時はメジャー少年誌・少女誌で活動しているプロの現役漫画家が、成人向け同人誌に作品を執筆するということはタブーに等しかった。吾妻ファンでヒルダコンの少女漫画家・和田慎二を『シベール』に同人として勧誘する案もあったものの「それはやっぱしアカンじゃないかい」という吾妻の一声で取りやめになったという。これについて蛭児神は「やはり吾妻先生としては、メジャー作家を巻き込むのは不味いと思われたのだろう」と語っている。
2号目からは孤ノ間和歩、計奈恵、豊島ゆーさくが参加する（沖がまんが画廊の「らくがき帳」を通じて孤ノ間に接触し、計奈は孤ノ間の弟子をしていた）。計奈によれば「真っ黒い本で殆ど手に取ってもらえなかった」と証言しており、グループ客も「こんな本売っていいのか」と立ち読みで騒ぐだけで、そのまま買わずに通りすぎて行ったというが、中の一人が後でこっそり買いに戻ってくることもあったと回想している。
こうしたエロ本を買う時にありがちな気恥ずかしい状況が急変するのは吾妻がコミケに行かなくなった3号目（1979年冬のC13）からで、この日は開場前から人だかりが出来ており、当時のコミケには開場前行列という概念が存在しなかったため、不審に思った会場スタッフが参列者に同誌の購入希望者かどうか尋ねると、ほとんどの人が満面の笑みで一斉に挙手したという。

### シベール同人について
- 吾妻ひでお（あづま ひでお、1950年2月6日 - 2019年10月13日）

漫画家。1950年に北海道浦幌町で生まれる。1968年に上京後、工員などの職を経て板井れんたろうのアシスタントを務める。1969年に『まんが王』（秋田書店）12月号付録に発表した『リングサイド・クレイジー』でデビュー。その後、1972年から『週刊少年チャンピオン』に連載した『ふたりと5人』で人気作家となる。1970年代は『二日酔いダンディー』『エイト・ビート』『きまぐれ悟空』『やけくそ天使』『チョッキン』『おしゃべりラブ』『ちびママちゃん』『翔べ翔べドンキー』『やどりぎくん』『スクラップ学園』（すべて秋田書店）などのナンセンスギャグ浸画で人気を得る一方、1978年の『不条理日記』を皮切りに発表した一連の作品がSFファン・漫画マニアに熱狂的に受け入れられ、そのマニアックなSFパロディと革新的なギャグセンスから今日の不条理漫画の先駆けになる。また1978年にニューウェーブ漫画誌『Peke』（みのり書房）で連載した『どーでもいんなーすぺーす』によって1980年代に「ロリコンまんが」と呼ばれることになるSFと美少女を中心とした先鋭的な作風をいち早く確立する。1979年4月から日本初のロリコン漫画同人誌『シベール』（無気力プロ）を自費出版。さらに並行してアリス出版の自販機本『少女アリス』（川本耕次編集）に『陽差し』『海から来た機械』など「純文学シリーズ」と呼ばれる作品群を発表し、一連の作品で性的表現の中に手塚治虫を系譜とする戦後漫画の正統的な絵柄と少女漫画の内面世界を持ち込んだことから今日の「美少女」「萌え」につながる「おたく」的表現に決定的な影響を与えた。その後も『ななこSOS』『おちゃめ神物語コロコロポロン』などの人気作品（2作品ともテレビアニメ化された）を精力的に発表するも、創作に行き詰まり、1989年11月と1992年4月に突如失踪、1998年12月にはアルコール依存症で入院する。その経緯を描いた自伝『失踪日記』（2005年）はロングセラーとなり、第34回日本漫画家協会賞大賞、第10回手塚治虫文化賞大賞、第9回文化庁メディア芸術祭マンガ部門大賞を受賞したほか、2019年10月にはイタリアのグラン・グイニージ賞のRiscoperta di un’opera（再発見された作品）部門を受賞する。2019年10月13日没。
- 沖由佳雄（おき ゆかお、1957年 - ）

吾妻ひでおのアシスタント。『シベール』創刊編集長兼スカウト係。同人サークル「グループ601」主宰。吾妻の漫画『オリンポスのポロン』に登場するエロースや『ななこSOS』に登場するDr.チャバネのモデル。『アニメック』で商業誌デビュー後、蛭児神建編集のモンド系ロリコン漫画雑誌『プチパンドラ』などにも執筆した。
- 蛭児神建（ひるこがみ けん、1958年7月18日 - ）

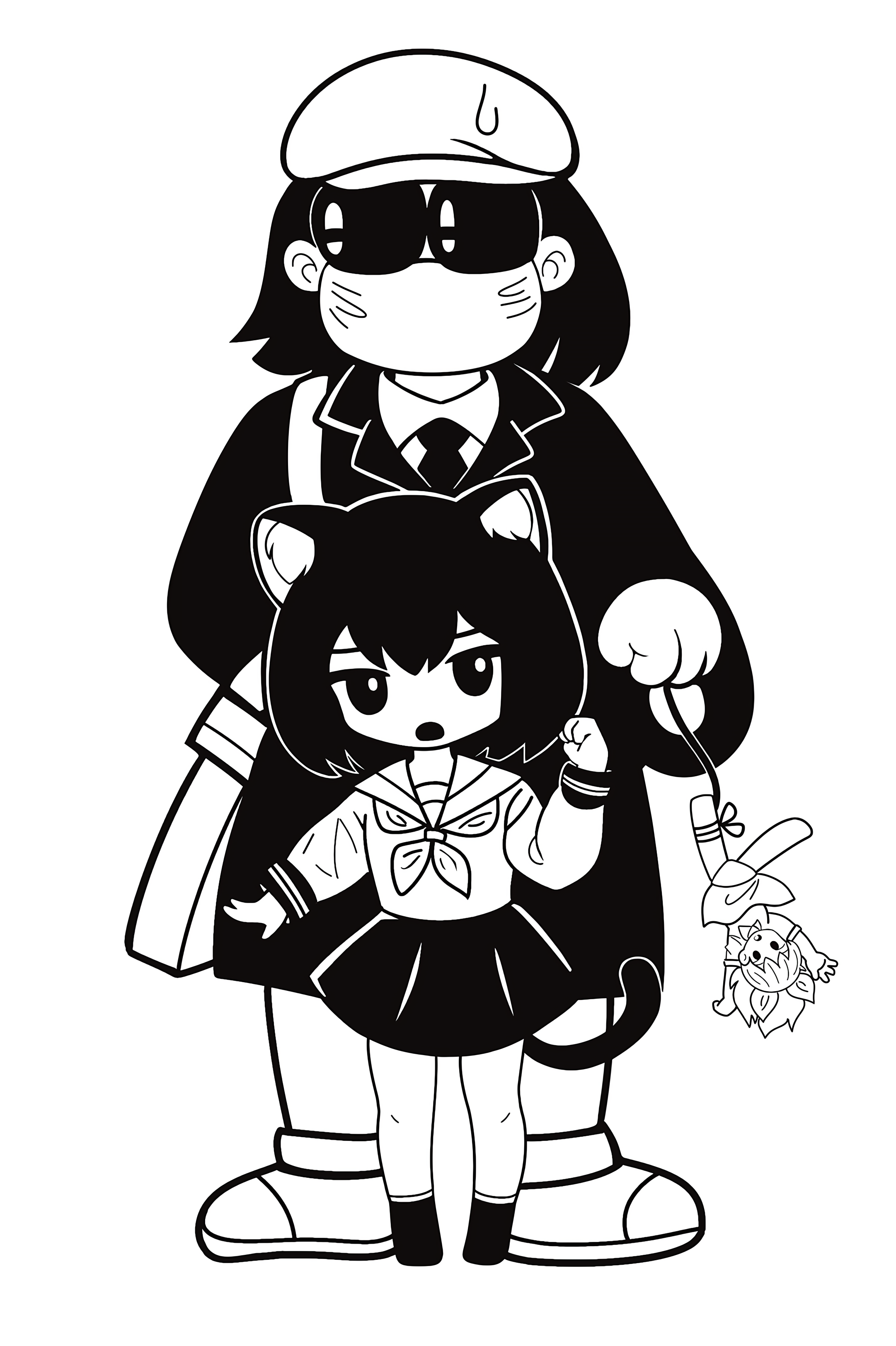
コミックマーケット黎明期に出没していた蛭児神建は「おたく」が公然化する以前に“プレおたく”のパブリックイメージを「ロリコンの変質者」としてなぞらえた。大塚英志は「中森明夫が『おたく』の語をもって外からコミケに集う人々をカリカチュアライズするより前に蛭児神建の異装は既におたく自身による『批評』としてあった」と指摘しており、ステレオタイプなオタク像にも少なくない影響を与えたとされる。

作家・編集者・僧侶。ロリコンの神様と呼ばれた伝説的人物。東京都生まれ。1978年に日本初のロリコン文芸誌『愛栗鼠』を創刊。その後『シベール』創刊参画を経て、過激派ロリコン同人誌『幼女嗜好』『SMロリータ』（変質社）をコミケットで発表。1980年代に巻き起こったロリコンブームの立役者・教祖的存在となる。また当時のコミケットには髪を腰まで伸ばし、ハンチング帽にサングラス、トレンチコートにマスク、プティアンジェ人形を逆さまにぶらさげた変質者スタイルで出没していたことから吾妻ひでおの漫画『ななこSOS』『スクラップ学園』やアダルトゲーム『ALICE』などに登場する変質者のモデルにもなった。1982年には商業誌初のロリコン漫画雑誌『レモンピープル』でプロデビュー。1984年から雑誌『プチパンドラ』（一水社）の編集長に就任するが、1987年に引退・絶筆する。後に出家。その経緯に関しては2005年に上梓された自伝『出家日記―ある「おたく」の生涯』（角川書店）に詳しい。
- 仁科蒼一（にしな そういち）

パロディ漫画家。蛭児神建が初参画した漫画評論サークル「ユニオン・エカルテ」主宰者。吾妻ひでおの漫画に登場するモブキャラクターのモデルのひとり。みのり書房発行の『月刊OUT』『ランデブーコミック』でも活躍した。後に蛭児神の仲介で『シベール』創刊に参加する。
- 孤ノ間和歩（このま わほ、2月6日[47] - ）

漫画家・イラストレーター。計奈恵の師匠。『シベール』中核メンバーにして美少女漫画の草分け的存在。創刊当初の『レモンピープル』にも作品を執筆した。2000年代以降は商業誌で活動していない。
- 計奈恵（かずな けい、4月18日 - ）

漫画家。孤ノ間和歩の弟子。くりいむレモンシリーズ『SF・超次元伝説ラル』『STAR TRAP』キャラクターデザインを孤ノ間和歩と共に担当。『アニメック』でプロデビュー後『漫画ブリッコ』を経て『月刊少年ガンガン』など少年誌にも執筆するかたわら「和猫」名義で成人向け漫画も執筆した。吾妻ひでおの漫画『ななこSOS』に登場する国際セル密売組織の男のモデル。
- 豊島ゆーさく（とよしま ゆーさく／豊島U作）

漫画家。東京都生まれ。中村プロダクション出身の元アニメーター。I.N.U.（いぬねこうさぎざえもん）名義にて同人誌で活躍。ケモナーの先駆者で『シベール』時代からケモノを描き続けてきたケモロリおたくの最古参。大塚英志編集のアンソロジーコミック『美少女まんがベスト集成3 プチアップル・パイ』（徳間書店／1983年6月）に発表した『きゃっとがーる』でデビュー。1986年に初単行本『硝霊島』（白夜書房）を上梓。1992年からは同人誌『獣姦王』を創刊し『キャッ党忍伝てやんでえ』や『RPG伝説ヘポイ』のミーヤ・ミーヤなどメスケモを題材にした成人向け漫画をあさりよしとおらと共に次々と発表していた。なお『シベール』の頃「抜けシベ」を考えていた児童漫画志望の計奈恵に「まんが画廊でロリコンと呼ばれ、今ここ（無気力プロ）を抜けるお前に行く所があるのか?」と釘を刺して退路を断たせ、三流劇画誌『漫画大快楽』（檸檬社刊）に谷口敬の起用を投書で推薦するなど、当時のロリコン文化にも少なからず影響を残している。代表作に『下品な魔法使いケツメドアナル』など。
- 三鷹公一（みたか こういち）

兵庫県出身。岡山大学卒業。望月三起也、吾妻ひでお、みやたけしの元アシスタント。小学館の学年別学習雑誌やコロコロコミックなど小学生向けの漫画雑誌でも執筆。また、吾妻ひでお原作のテレビアニメ『ななこSOS』の絵本は三鷹が作画を担当している。
- 早坂未紀（はやさか みき、1955年 - ）

富山県出身。和田慎二、吾妻ひでお、村上もとかの元アシスタント。同人サークル「トラブルメーカー」所属。1980年に同人誌『フリス』を自費出版。その後、大塚英志が編集していた漫画雑誌『リュウ』『プチアップルパイ』『漫画ブリッコ』などにも執筆し、かがみあきらやあさりよしとおらとともに1980年代前半を代表する美少女SF漫画家として知られた。しかし現在は消息を絶っている模様である。
- 森野うさぎ（もりの うさぎ、1960年代前半 - ）

漫画家・イラストレーター・キャラクターデザイナー・同人作家。現在の萌え属性につながる「ぷにロリ」の元祖的存在。あさりよしとおやふじたゆきひさらが参画した同人サークル「スタジオ・アオーク」主宰。同人サークル「うさぎ幼稚園」主宰。クリエイター集団「いちごはうす」メンバー。コミケ参加当初は同人誌経験もない高校生だったが、まんが画廊でスカウトされる形で『シベール』に参加する。
- 川猫めぐみ（しまねこ めぐみ、1953年1月29日 - ）

漫画家・愛猫家・同人作家・路上詩人。神奈川県横浜市出身。女性。1973年にトキワ松学園女子短期大学卒業後、1974年に『蒼い馬I』（北冬書房）に「花帽子―宵の秋」発表。その後、北冬書房の『夜行』などに四畳半フォーク調で幽玄的雰囲気を漂わせた叙情派作品を発表していた。1976年には『週刊漫画ジョー』（廣済堂出版）に「半夏生」を発表し、一般誌デビュー。1979年には『月刊セブンティーン』（集英社）に掲載した「知らない明日へ」で第1回新人グランプリ努力賞を受賞した。1980年に初単行本『どこか遠い虹の国』（集英社セブンティーンコミックス）上梓。以後フリーとなり、川本耕次監修の美少女専門誌『ロリコンHOUSE』（三和出版）や『シベール』の後継同人誌『アスケロン』（ぐるーぷティンカーベル）のレギュラー作家となる。この頃からデフォルメ系少女漫画調のスタイルを確立し、ファンシーかつエロティックな世界観で知られた。主な漫画作品集に『川猫めぐみ没作品集―星野原紙芝居』（虎馬書房・1983年）や『しましまBOOKS』（けいせい出版・1986年）がある。2008年に公式ホームページを開設。並行して雑貨販売や音楽活動を行うなど、現在も精力的に創作活動を行っている。
- 海猫かもめ（うみねこ かもめ）

計奈恵の弟。東京電力社員。雑誌『プチパンドラ』に執筆。蛭児神建は友人にあたる。
※上記人物のうち、吾妻、沖、蛭児神、仁科、計奈、孤ノ間、豊島、森野、早坂、川本は、吾妻の漫画にサブキャラクターとしてたびたび登場する。

### 自動販売機雑誌『少女アリス』に「純文学シリーズ」連載開始
1979年冬には業界最大手の自販機本専門出版社・アリス出版の看板雑誌『少女アリス』の川本耕次編集長（三流劇画ブーム・ロリコンブームの仕掛け人）から吾妻のもとに「ロリコン（美少女）ものを描いてください。純文学みたいなやつ」という依頼があり、商業誌初のロリコン漫画「純文学シリーズ」を1980年1月頃から1980年9月まで連載する。
メジャー少年誌・少女誌で活動するプロの漫画家が、同人誌のみならず「最底辺のエロメディア」と呼ばれた自販機本に成人向け漫画を発表することは当時としても前代未聞のことであった。このような経緯から吾妻ひでおは商業誌・同人誌ともにロリコン漫画の開拓者とみなされている。

### シベールの終刊
ほどなく巷では吾妻の新作を求めて『少女アリス』（アリス出版）が売られている自動販売機を捜し歩くマニアが続出し、同じく『シベール』も列整理が必要となる最大手の壁サークルに急成長する。アニメ雑誌『月刊OUT』（みのり書房）1980年12月号に掲載された「病気の人のためのマンガ考現学・第1回／ロリータ・コンプレックス」という記事ではコミックマーケット準備会代表の米沢嘉博が「コミケットなぞで見かけたら買っておくこと。汚染度90%である」と同誌を取り上げ、その名をアニメファンに広く知らしめるきっかけとなった。
しかしブームの折りから次第に吾妻をはじめとする参加者の本職が忙しくなり、それに加えて同誌に追随する複数のロリコンファンジンも現れ始めたことから「やるべきことはやった」という確信のもと、コミックマーケット17（1981年4月5日）で頒布された7号目を最後に本誌は終刊宣言する。なお終刊号の行列は発売前から100人前後にまで達し、この中にはデビュー前の「森山塔」こと山本直樹も並んでいたという逸話がある。
コミケットのみならず一般にもロリコンブームを巻き起こした同誌の存在は終刊後すぐに伝説化した。まず志水一夫（原丸太）が「終刊半年足らずにして伝説的存在に」と『ふゅーじょんぷろだくと』1981年10月号のロリコン特集「ロリータあるいは如何にして私は正常な恋愛を放棄し美少女を愛するに至ったか」やアニメージュ増刊『アップル・パイ 美少女まんが大全集』（1982年3月）の寄稿記事などで同誌を紹介した。続いて米沢嘉博（阿島俊）が『レモンピープル』創刊号（1982年2月号）から連載を開始した「同人誌エトセトラ」第1回で「今や神話となった幻のシベール」と同誌を紹介する。吾妻は「米沢さんが評論をいっぱい書いてくれたので私は漫画史に名前が残ります」と感謝の弁を述べていた。
『シベール』神話に関して同人の計奈恵は、新宿Naked Loftのトークイベント「プレイバック’80年代〜あの頃の美少女漫画の話をしよう」（2016年10月30日）出席時、同席者から『ミャアちゃん官能写真集』（吾妻ひでおが1981年夏のC18で頒布した伝説的同人誌）の話が出た時、当時からすでに「伝説のシベール」と扱われるような状況だったと述べており、「美少女漫画の黎明期を語る」という趣旨のイベントだったにも関わらず、最古参の計奈は同席者との会話に全く付いて行けなかったと苦笑する。さらに計奈は吾妻ひでおファン葬（2019年11月30日）参加時も「知ってる人がいなかった」と語っており、同人の孤ノ間和歩ともども「確かに吾妻先生と美少女同人誌の歴史に居たけど、私ら〔シベールメンバー〕ってミッシングリンクだよね」と述懐している。また大塚英志も「結局、あの後『シベール』の人たちよりもう一つ下の世代が次々出てきて、そっちの連中の方がもっとエロとしては過激なものを描いてたんで、わりと『シベール』の人たちはそういう世代の狭間にはまっちゃったみたいなところがあった」「吾妻ひでおの許に集まった創世記のロリコン／美少女まんがの描き手たちは、その後にやってきた世代に呑み込まれる形でフェードアウトしていかざるを得なかったが、たいてい新しいジャンルやスタイルのおいしいところは二世代ぐらい後にやってきた一群が全てさらっていくものだ」と語っており、黎明期のロリコン漫画家たちがミッシングリンク化している状況を認めている。

### シベール・メンバーのその後
吾妻ひでおが定型化したロリコン漫画の形式は、その周辺にいた同人作家たちに継承され拡散していった。吾妻は1979年4月から1981年8月までの約2年間の活動で同人誌や自販機本といったアンダーグラウンドなインディーズメディアを通して以降の漫画状況をメジャー・マイナーを問わず決定的に変え、それを1980年代以後のおたく文化に繋いだ。
蛭児神建は1980年から自身が主宰する「変質社」に移り、過激派ロリコン文芸誌『幼女嗜好』を発行。ロリコン界の教祖的存在としてコミケに君臨する。それ以外のメンバーは「グループ601」「ぐるーぷティンカーベル」「STUDIO BAKI」に分かれ、本誌終刊後も活動を継続した。
「グループ601」は『シベール』元編集長の沖由佳雄が主宰する同人サークルであり、1981年12月に創刊された後継同人誌『エピカル』には『シベール』出身メンバー（計奈恵、孤ノ間和歩、三鷹公一、豊島ゆーさく、仁科倉一）も多数参加していた。しかし、その後は離合集散を繰り返し、やがて見解の相違などから一部の初期メンバーが分派・独立した結果、シベール時代の痕跡は跡形も無くなった。
一方「ぐるーぷティンカーベル」は、ファンタジー路線を基調にした創作系同人誌『アスケロン』や批評誌『アーケロン』を定期刊行し、沖由佳雄、豊島ゆーさく、計奈恵、森野うさぎ、川猫めぐみ、よしき志信、毛羽毛現、さえぐさじゅんらが原稿を寄稿した。
森野うさぎ主宰の「STUDIO BAKI」は、後に壁サークルとなるクリエイティブ集団「スタジオ・アオーク」に発展し、自主制作アニメ『AWAKE』の製作を主軸にその資金稼ぎとして同人誌以外に『漫画ブリッコ』誌上でメディアミックスも展開し、第2次ロリコン商業誌ブームの嚆矢となる。

## 書誌情報
| 号数           | 発行日        | 判型 | 印刷形態   | 頁数      | 定価  | 備考                                                            |
| -------------- | ------------- | ---- | ---------- | --------- | ----- | --------------------------------------------------------------- |
| 創刊号 (Vol.1) | 1979年4月8日  | B5   | コピー     | 26ページ  | 300円 | 1979年6月15日に第2版刊行。最終項の編集後記、本文2か所に差異あり |
| Vol.2          | 1979年7月27日 | B5   | コピー     | 46ページ  | 400円 | 1980年8月にVol.1の一部を合わせたオフセット第2版刊行。           |
| Vol.3          | 1979年12月    | B5   | オフセット | 54ページ  | 300円 | この号より完全オフセット化                                      |
| Vol.4          | 1980年5月     | B5   | オフセット | 46ページ  | 300円 | 劇画調に描かれた掲載作品がメンバー間で議論となる                |
| Vol.5          | 1980年9月     | B5   | オフセット | 80ページ  | 400円 | 掲載のアニパロ漫画が好評。この号からアニパロが増えたとのこと    |
| Vol.6          | 1980年12月    | B5   | オフセット | 82ページ  | 400円 | 「メンバー間の意見の相違が作品中に」表出                        |
| Vol.7 (終刊)   | 1981年4月     | B5   | オフセット | 108ページ | 400円 | 「終刊それ自体をテーマとした作品」多数                          |

- この他にも『プチ・シベール』（1981年4月発行の補遺・番外編）[96]，『アニベール』（1981年4月発行のアニパロ系コピー誌）[97]，『ホワイトシベール Vol.10』（1981年12月発行のB6判フォトブック），Vol.0（吾妻・沖の2名で1978年秋に作成した限定50部のコピー誌）[27]がある。

## 掲載情報
すべて無気力プロダクション刊
ALICE（1977年〜1978年頃）
無気力プロが吾妻ひでおの愛読者に向けて無料で郵送していた『シベール』の前身誌に相当するコピー新聞。主筆は吾妻とチーフアシスタントの沖由佳雄とみぞろぎ孝。なお沖は紙上で「アリス狂い、ロリータ・コンプレックス、戦記マニア」（吾妻いわく「軍事おたくでアニメおたく。おたくのかたまりのような奴」とのこと）を自称していたが、当時は「ロリコン」「アリコン」という概念が一般に普及しておらず、読者からは谷村新司のフォーク・グループ「アリス」に沖が熱中しているのかと勘違いされたという逸話がある。
同紙の詳細については『シベール』創刊直前の1979年春頃まで無気力プロに出入りしていた吾妻ひでおファンのh-aokiが運営するウェブサイト「吾妻ひでお作品のあらすじ」内「無気力プロのこと」の項を参照されたい。ちなみに吾妻が同紙に掲載した漫画作品やカットイラストなどは2016年3月に復刊ドットコムから出版された単行本『ワンダー・AZUMA HIDEO・ランド2』に初収録されている。

Vol.0 予告&原稿募集号（1978年秋）表紙：吾妻ひでお
- あほらしい（吾妻ひでお）「日ヘンの美子ちゃん 官能編」
- 豪華絢爛アニメ界美少女総出演（沖由佳雄）

などという作品をだれか描いて下さい。あなたのアイドルをあなたの歯牙に!! ピピを! まゆを! 龍子を! ヒルダを! あなたの手で!!

- シベール発行に際して（沖由佳雄）

Vol.1（1979年4月8日発行／コミックマーケット11）扉絵：沖由佳雄
- 仁科蒼一「ぬりえ」
- 沖由佳雄「みかさちゃんききいっぱつ」（Vol.2改訂版に再録）
- イメージイラスト競作
- 蛭児神建「末摘花の時」
- れおなるど・だ・ひでお（吾妻ひでお）「赤ずきん・いん・わんだあらんど」
- 編集後記

Vol.2（1979年7月27日発行／コミックマーケット12）扉絵：孤ノ間和歩
- らち・メリア（孤ノ間和歩）「不思議の国からフシギな国にやって来た不思議の国の小リスのアリスのふしぎなふしぎな物語」
- 沖由佳雄「みかさちゃんききいっぱつ」（第2版のみ掲載）
- 谷真似（計奈恵）「Me?」
- 蛭児神建「ロリコン図書リスト」（小説・写真集・画集等）
- y・t（豊島ゆーさく）「夏の一日」
- じゃ・じゃばあ・うおっく（吾妻ひでお）「マイ・タウン」
- 編集後記
- 作者紹介

Vol.3（1979年12月発行／コミックマーケット13）扉絵：孤ノ間和歩
- 羅留下有介（沖由佳雄）「野良神様」
- 魔化留奈ルナ（計奈恵）「ライヴ」
- 怨訃居士「BLOODY.MARY」
- T.ルナ「もぎたて新聞」
- あ〜さ〜・ゆ〜ばん（孤ノ間和歩）「だれもしランドファンタジー」
- いぬねこうさぎざえもん（豊島ゆーさく）「エレネアの子ら」
- なんだかとってもイラスト展
  - 羅留下有介（沖由佳雄）「美少女のおろし方」
  - あ〜さ〜・ゆ〜ばん（孤ノ間和歩）「いっぺえじのたわごと」
  - 魔化留奈ルナ（計奈恵）「ネるほうほう」
  - いぬねこうさぎ（豊島ゆーさく）「君は何を見ているのかな?」
  - いぬねこうさぎのぺいじ「てれびあにめきゃらくたあるうむ」（キッカ、おちゃめ、テンプルちゃん、さよちゃん、ハイジ、スー）

- にせ海がめ（吾妻ひでお）「赤い風」
- 作者アンケート
- 後記（吾妻ひでお）

Vol.4（1980年5月発行／コミックマーケット14／カセット付）扉絵：沖由佳雄
- きくらげしめじ（孤ノ間和歩）「だれもしランドファンタジー2」
- ピョンピョン（森野うさぎ）「ムーンパーティー」
- シベール・アニメ考 ACT.1
  - 美少女アニメセル搾取法
  - アニメ美少女達と遊ぶ法

- あっさむどらごん「ふらんてぃっくいんべいしょん」
- キベ・ル・ネテカ「REMEDY FOR LOLITA COMPLEX ロリコンの治し方」
- 夢売人（計奈恵）「ジュンマネア」（白夜書房刊『漫画ブリッコ』1984年1月号に再録）
- ふろむ・まかおめら「地下鉄夜話」
- しかりすねずみざえもん（豊島ゆーさく）「母さんの血」
- ぐりほん（吾妻ひでお）「夢の少女」
- 後記（担当：ぐりほん＝吾妻ひでお）

Vol.5（1980年9月発行／コミックマーケット15／B4ポスター付）扉絵：早坂未紀
- じゃっく・ぱんぷきん（早坂未紀）「フリーザ」
- 久輪言（沖由佳雄）「学園無稽帳」
- うにほやなまこ（孤ノ間和歩）「プラトニック ソルジャー」
- 美少女通信社
- マドーラほしい（森野うさぎ）「鏡の中のマリー」
- G・クローバー「シベール・アニメ考 あくと2」
- 息鳴漠「火星の赤い砂と白い肌」
- リムジン・アルファ「雨」
- 堂納豆聖（計奈恵?）「ふろむ いんなあすぺぃす うぃず るぅあぶ」
- シベールアートギャラリー（堂納豆聖・ひろひろ・ふんぼるとぺんぎんかものほしざえもんあるまじろ・マドーラほしい・久輪言・じゃっくぱんぷきん・うにほやなまこ）
- ふんぼるとぺんぎんかものほしざえもんあるまじろ（豊島ゆーさく）「我が国のTVアニメーションドラマにおける幼女キャラクターの魅力と人気についていささか極私的な考察」
- どーどー（吾妻ひでお）「10月の空」
- あとがき（担当：どーどー＝吾妻ひでお）

Vol.6（1980年12月発行／コミックマーケット16）扉絵：三鷹公一
- 無墓誇負（三鷹公一）「西遊記 in wonder land」
- 典薪霰（森野うさぎ）「落葉」
- しゅうあいはら&ゆきちゃん（計奈恵?）「FOX HUNTING」
- I・C INC.「the Bright Side Of the MOON」
- 濡亜樹羅「渚にて…」
- マケルナ・ポピー「シベール・アニメ考 ACT3：こすちゅーむ」
- みどりのおやま（緑沢みゆき?）「れいめい」
- 鶸出矢嵐（孤ノ間和歩）「プラトニック・ソルジャーはどこいった」
- めめめこねねね（無題のイラスト）
- 亜炒孤茶「アスタルエゴ・シュベール」
- 堡褻絞（沖由佳雄）「ブルートレイン異聞」
- INUNECO USAGI & FL.PRO（豊島ゆーさく）「ぱーるぴんく くりすます」
- どーどー（吾妻ひでお）「マイナースペース ササミストリート」
- シベール通信販売のお知らせ

Vol.7 終刊号（1981年4月発行／コミックマーケット17）扉絵：川猫めぐみ
- 蔵栗鼠（三鷹公一）「西遊記 in wonder land 2&3」
- 海猫かもめ「Faiys meking love story.」
- 山の一本杉「流れたら」
- 藤野矢舞「メデュウム 雨 Part.2」
- 畦砥夢兎蘭（森野うさぎ）「ミルキィ♡ピンク」
- ×××（川猫めぐみ）「ねねねこ山のハイジ」（終刊それ自体をテーマとした作品）
- 美少女通信社「びしょーじょつーしん」
- MORINO（森野うさぎ）「KOEDA」（こえだちゃんの性的なパロディ）
- かっぱふえにっくす（孤ノ間和歩）「シベールの星だなどと思うなよ」
- タイバーン・ヘルミ（沖由佳雄）「アクシデント プラネット」
- 佐久間心眼「ザクと少女が」
- 糧丹新聖（計奈恵?）「幻の震駭戦」
- らぶりい・ψ・きゃっつ（豊島ゆーさく）「南風」
- どーどー（吾妻ひでお）「妄想のおと（ロリコン編）」（散文的に描かれた美少女イラスト集）
- どーどー（吾妻ひでお）「うわさ」（シベール作家陣の噂について）
- らぶりい・ψ・きゃっつ（豊島ゆーさく）「シベオン」
- パパラパー（孤ノ間和歩）「シベール・マンガ考」（うる星やつらのラムなど）
- 編集後記（終刊のお知らせ）

Vol.8 プチ・シベール（1981年4月26日発行）扉絵：吾妻ひでお
通販で終刊号を希望したのに買えなかった人のために作ったというイラスト集

Vol.9 アニベール（シベール終了記念臨時特別増刊創刊廃刊号／1981年5月号）扉絵：豊島ゆーさく
『シベール』廃刊時に臨時増刊として頒布された限定50部のアニパロ系コピー誌。登場キャラクターはクラリス、ラナ、ボッコ、ウラン、リーズ、神北恵子、アラレ、チャオ、マドーラ、ケーナ、ララァ、怪子、うらら、アンジェ、ビュウティ、レイカ、ペリーヌ、アン、マリア・フリードなど。
Vol.10 ホワイトシベール（別冊特別版／1981年12月20日発行）表紙：孤ノ間和歩
吾妻ひでおを除く『シベール』同人のカラーイラスト45葉で構成されたB6判のフォトブック。発行部数が極端に少なく私家版に近い。発行人は森野うさぎ。本誌『シベール』と違って表紙が白色のため「白本」「白シベ」等とも呼ばれる。
ミャアちゃん官能写真集（1981年8月発行／コミックマーケット18）
吾妻ひでお（あじましでお）が20世紀に発行した最後の同人誌。1981年8月発行。吾妻の漫画『スクラップ学園』の主人公・猫山美亜（ミャアちゃん）のイラスト等を収録。巻末には沖由佳雄、このま和歩、森野うさぎ、早坂未紀、豊島ゆーさく、三鷹公一らがイラストを寄稿した。C18（81年夏のコミケ）にて1,600冊を6時間かけて頒布。なお当時のコミケ参加者は1万人規模であったが、1日の頒布部数は未だ破られていない。続編として『ミャアちゃんラブワールド―吾妻ひでおイラスト集』（秋田書店・1983年7月）に描き下ろされたPart.3がある（Part.1のあとがきでPart.2は出さないと明言したため、いきなりPart.3に飛んでいる）。また二次創作として沖由佳雄、このま和歩、三鷹公一、計奈恵、ちみもりをらによるPart.2（24頁のB5判コピー合同誌）がC24（83年夏のコミケ）で頒布されている。
同人誌『シベール』『ロリータ』に掲載された吾妻ひでお作品
| 作品名                            | 作品を収録している単行本                                                                                                | 名義                                           | 初出           | 発表年月日    | 発行所                                |
| --------------------------------- | --- | ---------------------------------------------- | -------------- | ------------- | ------------------------------------- |
| 日ヘンの美子ちゃん 官能編         | ワンダー・AZUMA HIDEO・ランド （2015年 復刊ドットコム）                                                                 | あほらしい                                     | シベール Vol.0 | 1978年秋      | 無気力プロダクション                  |
| 赤ずきん・いん・わんだあらんど    | ワンダー・AZUMA HIDEO・ランド （2015年 復刊ドットコム）                                                                 | れおなるど・だ・ひでお →れおなるど・だ・ちんぽ | シベール Vol.1 | 1979年4月8日  | 無気力プロダクション                  |
| 美少女製造の手引き                | KAWADE夢ムック 文藝別冊 ［総特集］吾妻ひでお（2011年） 陽射し -reissue-（2018年）                                       | あじましでお                                   | ロリータ Vol.1 | 1979年4月8日  | アリスマニア集団 キャロルハウス出版部 |
| マイ・タウン                      | 贋作ひでお八犬伝（1985年 秋田書店） さまよえる成年のための吾妻ひでお（2013年） 陽射し -reissue-（2018年）               | じゃ・じゃばあ・うおっく                       | シベール Vol.2 | 1979年7月27日 | 無気力プロダクション                  |
| 赤い風                            | 贋作ひでお八犬伝（1985年 秋田書店） さまよえる成年のための吾妻ひでお（2013年） 陽射し -reissue-（2018年）               | にせ海がめ                                     | シベール Vol.3 | 1979年12月    | 無気力プロダクション                  |
| 夢の少女                          | 贋作ひでお八犬伝（1985年） 夜の帳の中で（2006年） さまよえる成年のための吾妻ひでお（2013年） 陽射し -reissue-（2018年） | ぐりほん                                       | シベール Vol.4 | 1980年5月     | 無気力プロダクション                  |
| 10月の空                          | 十月の空（1984年） 夜の帳の中で（2006年） 陽射し -reissue-（2018年）                                                    | どーどー                                       | シベール Vol.5 | 1980年9月     | 無気力プロダクション                  |
| マイナースペース ササミストリート | - | どーどー                                       | シベール Vol.6 | 1980年12月    | 無気力プロダクション                  |
| 妄想のおと（ロリコン編）          | 陽はまた昇る（1985年 双葉社） 夜の帳の中で（2006年） 陽射し -reissue-（2018年）                                         | どーどー                                       | シベール Vol.7 | 1981年4月     | 無気力プロダクション                  |
| うわさ                            | - | どーどー                                       | シベール Vol.7 | 1981年4月     | 無気力プロダクション                  |
| （イラストのみ2P）                | ワンダー・AZUMA HIDEO・ランド2 （2016年 復刊ドットコム）                                                                | どーどー                                       | プチ・シベール | 1981年4月26日 | 無気力プロダクション                  |

### 単行本・ムック
- 蛭児神建責任編集・監修『ロリコン大全集』編集発行：群雄社出版株式会社／発売：都市と生活社 1982年5月31日[注釈 26]
- 高桑常寿＋ふゅーじょんぷろだくと編『ロリコン白書―ロリコン同人誌ベスト集成』編集発行：エンドレス企画／発売：白夜書房 1982年7月[注釈 27]
- 別冊宝島104『おたくの本』JICC出版局 1989年12月
  - 土本亜理子「ロリコン、二次コン、人形愛―架空の美少女に託された共同幻想」『別冊宝島』第104巻、JICC出版局、102 - 115頁。
- 吾妻ひでお『夜の魚』太田出版（太田COMICS 芸術漫画叢書）1992年9月（担当者：大塚英志）[120][注釈 28]
- 辰巳出版『同人漫画大百科』1992年10月
  - 米沢嘉博、森野うさぎ「同人漫画家インタビュー 森野うさぎ」『同人漫画大百科』、114 - 117頁。
  - 米沢嘉博「同人誌の歴史」『同人漫画大百科』、122 - 127頁。
- KKベストセラーズ『ベストの本3 SEXYコミック大全―マンガで「抜く」時代がやってきた!』1998年8月
  - 米沢嘉博「略史・エロとマンガの密やかな関係」『ベストの本』第3巻、22 - 27頁。
- 大塚英志＋ササキバラ・ゴウ『教養としての〈まんが・アニメ〉』講談社〈講談社現代新書〉2001年5月
- 東浩紀編著『網状言論F改―ポストモダン・オタク・セクシュアリティ』青土社 2003年1月
  - 竹熊健太郎「オタク第一世代の自己分析―あくまで個人的立場から」
- ササキバラ・ゴウ『〈美少女〉の現代史―「萌え」とキャラクター』講談社〈講談社現代新書〉2004年5月
- 吉田正高『二次元美少女論―オタクの女神創造史』二見書房 2004年9月
- 阿島俊『漫画同人誌エトセトラ'82〜'98 状況論とレビューで読むおたく史』久保書店 2004年9月[注釈 29]
- コミックマーケット準備会『コミックマーケット30’sファイル』青林工藝舎 2005年7月[注釈 30]
- 蛭児神建（元）『出家日記―ある「おたく」の生涯』角川書店 2005年11月
- ヨコタ村上孝之『マンガは欲望する』筑摩書房、東京、2006年7月15日。ISBN 978-4480873514。
- 吾妻ひでお『逃亡日記』日本文芸社 2007年1月
- 難波功士『族の系譜学―ユース・サブカルチャーズの戦後史』青弓社 2007年6月
- 家族機能研究所『アディクションと家族 第25巻2号―日本嗜癖行動学会誌』2008年8月 pp.107-112[注釈 31]
- 霜月たかなか『コミックマーケット創世記』朝日新聞出版〈朝日新書〉2008年12月／Kindle版 2013年6月
- 吉本たいまつ『おたくの起源』NTT出版、東京、2009年2月9日。ISBN 978-4-75714-209-1。
- 高月靖『ロリコン―日本の少女嗜好者たちとその世界』バジリコ、東京、2009年10月7日。ISBN 978-4-86238-151-4。
- 米沢嘉博『戦後エロマンガ史』青林工藝舎 2010年4月（担当者：浅川満寛）
- KAWADE夢ムック『文藝別冊［総特集］吾妻ひでお 美少女・SF・不条理ギャグ、そして失踪』河出書房新社 2011年4月30日
  - 吾妻ひでお「吾妻ひでお 2万5千字 ロングインタビュー 現代日本的美意識「かわいいエロ」の創造者」『文藝別冊［総特集］吾妻ひでお』、10 - 44頁。
  - 吾妻ひでお、山本直樹「リスペクト対談：吾妻ひでお×山本直樹」『文藝別冊［総特集］吾妻ひでお』、138 - 154頁。
  - 森川嘉一郎「吾妻ひでおはいかにして「おたく文化の祖」になったか」『文藝別冊［総特集］吾妻ひでお』、179 - 186頁。[注釈 32]
  - 大塚英志「吾妻ひでおを再び「流通」させる理由」『文藝別冊［総特集］吾妻ひでお』、192 - 195頁。
- 川本耕次『ポルノ雑誌の昭和史』ちくま新書 2011年10月[注釈 33]
- 永山薫『増補 エロマンガ・スタディーズ「快楽装置」としての漫画入門』筑摩書房〈ちくま文庫〉2014年4月[注釈 34]
  - 「第一部 エロマンガ全史 第三章 美少女系エロ漫画の登場」。
  - 「第二部 愛と性のさまざまなカタチ 第一章 ロリコン漫画」。
- おおこしたかのぶ『美少女マンガ創世記 ぼくたちの80年代』徳間書店 2014年9月
  - 「Column*02 新世代によるエロ漫画の躍進」。
- 吾妻ひでお『ワンダー・AZUMA HIDEO・ランド』復刊ドットコム 2015年2月[注釈 35]
- 藤脇邦夫『出版アナザーサイド ある始まりの終わり 1982-2015』本の雑誌社、東京、2015年12月30日。ISBN 978-4-86011-280-6。
- 吾妻ひでお『ワンダー・AZUMA HIDEO・ランド2』復刊ドットコム 2016年3月[注釈 36]
- 竹内オサム・西原麻里編著『世界文化シリーズ別巻2 マンガ文化55のキーワード』ミネルヴァ書房 2016年2月
- 大塚英志『「おたく」の精神史 一九八〇年代論』星海社文庫 2016年3月（装画：早坂未紀）[注釈 37]
- 大塚英志『二階の住人とその時代 転形期のサブカルチャー私史』星海社文庫 2016年4月（装画：吾妻ひでお）[注釈 38]
- 稀見理都『エロマンガノゲンバ』三才ブックス 2016年12月
- 北田暁大＋解体研『社会にとって趣味とは何か 文化社会学の方法規準』河出書房新社〈河出ブックス〉2017年3月
- 宮本直毅『エロゲー文化研究概論 増補改訂版』総合科学出版 2017年5月
- 稀見理都「補遺2『美少女コミック』と『エロマンガ』の違い」『エロマンガ表現史』、太田出版、2017年11月、360 - 362頁。
- 吾妻ひでお『陽射し -reissue-』復刊ドットコム 2017年11月[注釈 39]

### 雑誌
- みのり書房『月刊OUT』1978年8月号「吾妻ひでおのメロウな世界」（担当者：川本耕次＋米沢嘉博）[125]
- アリス出版『グルーピー』1980年頃（自販機本のため発行年月日記載なし）[注釈 40]
- みのり書房『月刊OUT』1980年12月号
  - 米沢嘉博「病気の人のためのマンガ考現学・第1回／ロリータコンプレックス」
- ラポート『アニメック』17号（1981年4月）特集「“ろ”はロリータの“ろ”」[126]
- ラポート『ふゅーじょんぷろだくと』1981年10月号「特集／ロリータあるいは如何にして私は正常な恋愛を放棄し美少女を愛するに至ったか」
  - 吾妻ひでお＋谷口敬＋野口正之＋蛭児神建＋早坂未紀＋川本耕次「ロリコン座談会──ロリコンの道は深くて険しいのだ」
  - 原丸太「ロリコンファンジンとは何か──その過去・現在・未来  ロリコン同人誌界分布図の試み」
  - 原丸太「シベールとは何だったのか──もはや手に入れようとしてもままならぬ幻の『シベール』。無念の思いをかみしめているファンも多い筈。だがその中味となると意外と知られてない。」
- 月刊『宝島』臨時増刊号『マンガ宝島』JICC出版局 1982年3月
  - 北崎正人「三流劇画ムーブメント・エロ劇画ルネッサンスが残したもの」
  - 村上知彦「ニューコミック派宣言 “ニューウェーブ”から“ロリコン”“中道定着路線”、そして“ニューコミック”へ」
- 小学館『GORO』1982年3月11日号「成熟した女を愛せないロリコン・ボーイの世界からキミは本当に脱出しているか」
- アニメージュ増刊『アップル・パイ 美少女まんが大全集』徳間書店 1982年3月
- 原丸太「ロリコン同人誌レビュー 幻の『シベール』伝説にはじまるロリコン同人誌の覚醒期を経て今日のブーム到来までをロリコン雑誌研究家・原丸太がドキュメント」。
- みのり書房『月刊OUT』1982年4月号
  - 米沢嘉博「ロリコンブームに物もうす」[注釈 41]
- 徳間書店『アニメージュ』1982年5月号
  - アニメージュ編集部「ここまで来た『ロリコン』ブーム。その最前線を追う!」
- 潮出版社『潮』1982年9月号
  - 岩田薫「大学生をおおうロリコン症候群」
- サンデー社『Mr.Dandy』1982年11月号（No.129）
  - 目方海里「ロリコンマンガ・ブームの裏に潜む現代社会の抑圧された性」
- 創出版『創』1982年12月号
  - 高取英「若者を覆う“ロリコンブーム”の仕掛人」『創』1982年12月号、創出版、140 - 147頁。
- 朝日新聞社『朝日ジャーナル』1984年5月14日号
  - 米沢嘉博「『美少女』たちを主人公にしたロリコンブームは、いま同人マンガ誌の世界で大盛況だ。『レモンピープル』を筆頭に同人誌的な季・月刊誌、単行本が、かつての『ガロ』『COM』のような勢いなのだ」
- ふゅーじょんぷろだくと『COMIC BOX Jr.』1984年12月号「特集／ロリータ・シンドローム」
  - 石清水了ほか「床下放談：それからのロリコン それからのファンジン」
- 日本出版社『レモンクラブ』1990年12月号〜1991年7月号
  - 池本浩一「なつかしの業界ケンカ史─大魔神・蛭児神建の怒り」
- 日本出版社『レモンクラブ』1991年8月号〜1991年12月号
  - 池本浩一「なつかしの業界ケンカ史─ブリッコ盛衰記」
- 宝島30編集部＋東京公司『宝島30』1994年9月号、宝島社、1994年9月8日。
  - 青山正明、志水一夫、斉田石也「受験と女権とロリータ文化」『宝島30』1994年9月号、138 - 145頁。
  - 青山正明「ロリータをめぐる冒険」『宝島30』1994年9月号、164 - 168頁。
- パルコ出版『流行観測アクロス』1996年9月号
  - 竹熊健太郎×岡田斗司夫「オタク・サブカル大放談(4) オタク最大のタブーに迫る オタクセックスとは?」
- 大塚英志「ぼくと宮崎勤の'80年代 第10回 マッチョなものの行方」『諸君!』1998年7月号、文藝春秋、234 - 239頁。
- 大塚英志、吾妻ひでお「吾妻ひでおインタビュー 今度出て行くときは『出て行きます!』って言ってからにします──無頼派の作家が書いた小説、放浪の詩人が編んだ詩集、破滅派のまんが家が描いたまんがそのものを、本当に生きてしまった人、吾妻ひでお。本人が語る、誰のものでもない人生。」『Comic新現実』第3巻、角川書店、2005年2月、10 - 22頁。
- 大塚英志「吾妻ひでおのいる場所」『Comic新現実』第3巻、角川書店、2005年2月、96 - 97頁。
- 大塚英志「特集・真説おたくの精神史―解題」『Comic新現実』第4巻、角川書店、2005年4月、76 - 77頁。

### 論文
- 木下信一『日本のサブカルチャーにおける《ルイス・キャロル＝ロリータ・コンプレックス》像の定着史』日本ルイス・キャロル協会編『Mischmasch』Vol.7, pp.74-95, 2004年。[注釈 42]

一ノ瀬健太『クラリス・クライシス ─なぜ日本でロリコン文化が花開いたのか?─』（PDF）（修士論文）東京藝術大学、2015年、1-113頁。
- Mark McLelland編『The End of Cool Japan―Ethical, Legal, and Cultural Challenges to Japanese Popular Culture』Routledge 2016年8月
  - Patrick W. Galbraith「“The Lolicon guy”―some observations on researching unpopular topics in Japan」[注釈 43]

### 同人誌
- 無気力プロ内シベール編集部『シベール』Vol.1-7（1979年4月 - 1981年4月）
- 漫画の手帖事務局『漫画の手帖』3号（1981年2月）
- 漫画の手帖事務局『漫画の手帖』4号（1981年6月）※『シベール』廃刊を伝える小記事が14頁に掲載
- 望月智充編『別冊アニコム 少女愛好家のために』早稲田大学アニメーション同好会 1981年10月
  - 小俣誠＋佐野邦彦「こうして私は同人誌した──吾妻ひでお・高橋葉介・高橋留美子・同人誌作品カタログ」
- 緑沢みゆき・このま和歩ほか『でんでんむすめ』このま和歩FC 1982年11月[注釈 44]
- 米澤英子ほか『米澤嘉博に花束を』虎馬書房 2007年8月
- Up-Beat Underground『懐かしの同人誌：郷愁同人誌専門マガジン』VOLUME.1（70年代〜1985 収集記録）2008年5月
- みぐぞう『くりいむレモン毒本』華ディスコ 2017年11月
- 漫画の手帖事務局『漫画の手帖』79号（2020年4月）
- 降間『ロリコンブームの後を追って』暗黒拠点月 2020年8月初版 / 2021年6月増補改訂[注釈 45]
- 白根こま『現代獣耳研究 VOL.1〜2』S猫出版部 2020年8月[注釈 46]

### WEBサイト
- Matteo Watzky (2021年4月17日). “ロリコンから萌えへ：美少女の冒険” (英語).  Full Frontal. 2021年6月20日閲覧。
- 早坂未紀の世界「1970年代の資料」 - ウェイバックマシン（2019年3月30日アーカイブ分）
- 早坂未紀の世界「1980年代の資料」 - ウェイバックマシン（2019年3月30日アーカイブ分）
- 川本耕次（&竹熊健太郎）トークイベント（2011年05月21日） - 倉田わたるの廃墟通信
- SFと美少女の季節（吾妻ひでおと川本耕次の関連年表） - 明治大学米沢嘉博記念図書館
- 沖由佳雄＋KAZUNA（計奈恵）トークイベント「『シベール』の頃」 - 明治大学米沢嘉博記念図書館
- 吾妻ひでお美少女実験室 / 吾妻ひでおマニアックス - 明治大学博物館
- トークイベント「『シベール』のころ」 - タマヒメβ版 2011年2月20日
- 吉田正高 (2008年1月20日). “コミケ73カタログ出張版「戦後コンテンツ文化の発展にみるコミックマーケットの意義―その1」”.   AIDE新聞（共信印刷Web事業部）. 2020年6月20日閲覧。
- 鳥山仁 (2008年3月20日). “児童ポルノQ&A（2）どうして、日本では実写よりも漫画・アニメ作品の影響力が強かったのでしょうか?”.   王様を欲しがったカエル. 2020年2月6日閲覧。[リンク切れ]
- ばるぼら (2008年10月19日). “ある編集者の遺した仕事とその光跡 天災編集者!青山正明の世界 第30回 ロリコンにおける青山正明（1）”.   WEBスナイパー（大洋図書Web事業部）. 2020年4月27日閲覧。
- ばるぼら (2008年10月26日). “ある編集者の遺した仕事とその光跡 天災編集者!青山正明の世界 第30回 ロリコンにおける青山正明（2）”.   WEBスナイパー（大洋図書Web事業部）. 2020年1月25日閲覧。
- 黒沢哲也 (2013年1月). “手塚マンガあの日あの時 第26回：手塚萌えの異色作『プライムローズ』の時代!!”.   『虫ん坊』2013年1月号（手塚プロダクションWeb事業部）. 2021年5月24日閲覧。
- 米沢嘉博の仕事：暫定版─少女漫画関係を中心に／版元別［雑誌掲載状況調べ］みのり書房
- 永山薫 (2010年8月21日). “80年代初期ロリコン漫画誌の時代−SFと美少女からエロ漫画への変遷を辿って”.   WEBスナイパー（大洋図書Web事業部）. 2019年10月14日閲覧。
- 昼間たかし (2012年11月8日). “昼間たかしの100人にしかわからない本千冊 10冊目 ロリコンはやっぱり永遠にロリコンだった……のか?『改訂版 ロリコン大全集』”.   日刊サイゾー（サイゾーWeb事業部）. 2020年4月27日閲覧。
- 木澤佐登志 (2013年10月26日). “世間では吾妻ひでおを所謂「オタクカルチャー」または「萌え」の始祖とする向きがあるようだが…”.   Mal d’archive. 2020年1月31日閲覧。
- たまごまご (2015年1月16日). “ロリコンの原点はルパン三世だった? 宮崎駿が考えるロリコンとは”.  エキサイトレビュー. 2020年2月10日閲覧。
- 佐野邦彦 (2017年2月26日). “VANDA以前にマンガとアニメのミニコミ『漫画の手帖』を作り拡大していくヒストリー。休学しながら収集、転売で暮らした3年や、新進気鋭だったマンガ家達のエピソード、無名の宮崎駿が評価される過程など70~90年代の思い出です。”.   WebVANDA. 2020年4月27日閲覧。
- 川本耕次 (2018年11月25日). “怪しい編集者”.   ネットゲリラ. 2020年1月27日閲覧。[リンク切れ]
- 川本耕次 (2019年10月21日). “代表作はガス屋のガス公”.   ネットゲリラ. 2020年1月27日閲覧。
- 同人用語の基礎知識 / ロリコン誌について - ぱらだいす☆あ〜み
- 1980年代のエロ漫画（成年誌） - メガネの殿堂
- 1980年代のエロ漫画（少年誌） - メガネの殿堂
- 無気力プロのこと - 吾妻ひでお作品のあらすじ
- 映画『シベールの日曜日』など - 吾妻ひでお作品のあらすじ
- 少女アリス掲載の作品群 - 吾妻ひでお作品のあらすじ